# Cienfuegosia digitata
Cienfuegosia digitata är en malvaväxtart som beskrevs av Antonio José Cavanilles. Cienfuegosia digitata ingår i släktet Cienfuegosia och familjen malvaväxter. Inga underarter finns listade i Catalogue of Life.